# Game Freak
Game Freak Co., Ltd. är ett spelutvecklarföretag, som från början var en TV-spelstidning. Företaget är mest känt som skapare och utvecklare av spelserien Pokémon, utgiven av Nintendo. Företaget äger också rättigheterna till franchiset "Pokémon".
Tidningen Game Freak grundades 1982 av Satoshi Tajiri, känd som skaparen av Pokémon, och Ken Sugimori. Den 26 april 1989 startade Tajiri, Sugimori och Junichi Masuda tillsammans spelutvecklarföretaget med samma namn.
Förutom Pokémon-spel har de även utvecklat spel som till exempel Yoshi (1991) till NES och Game Boy, och Pulseman (1994) till Sega Mega Drive.